# National Football Conference Championship Game
A National Football Conference (NFC) Championship Game é uma das duas semifinais das partida de playoff da National Football League, a maior liga profissional de futebol americano nos Estados Unidos da América. A partida é realizada no penúltimo domingo em janeiro e determina o campeão da National Football Conference. O vencedor então avança para enfrentar o vencedor da AFC Championship Game no Super Bowl. Todo franquia da NFC chegou ao NFC Championship game pelo menos uma vez, e só o Detroit Lions ainda não venceu uma.
Desde 1984, cada vencedor do NFC Championship Game também recebe o Troféu George Halas, nomeado em homeagem ao líder por um longo tempo do Chicago Bears da NFL.